# 水上徳五郎
水上 徳五郎（みずかみ とくごろう、1914年3月15日 - 1999年2月10日）は、日本の経営者。日立電線社長、会長を務めた。

## 経歴
新潟県出身。1936年に山梨高等工業学校電気工学科を卒業し、同年4月に日立製作所に入社。1947年9月に日立電線に転じ、1967年5月に取締役に就任し、1971年5月に常務、1973年5月に専務、1977年6月に副社長を経て、1979年6月には社長に就任。1985年6月に会長を経て、1989年6月には相談役に就任。
1982年4月に藍綬褒章を受章し、1987年11月に勲二等瑞宝章を受章。
1999年2月10日心不全のために死去。84歳没。